# ロルパ郡
ロルパ郡(ロルパぐん、ネパール語： रोल्पा जिल्ला)は、ネパールのルンビニ州の郡。
郡都はリワン。
2021年国勢調査の人口は23万6226人。
面積は1879km²。
低開発地域で平均寿命が52歳と短く、年間平均収入が100$の貧しい地域である。
1996年～2006年のネパール内戦の発火点の一つである。
一時、毛沢東派の中心拠点が置かれていた。
郡の大部分は険しい山で、先住民族・カム・マガール族が住んでいる。